# Zbigniew Polakowski
Zbigniew Eugeniusz Polakowski (ur. 14 lipca 1938 w Przasnyszu, zm. 21 marca 2002 tamże) – polski regionalista, przyrodnik i publicysta.

## Życiorys
Był absolwentem Liceum Ogólnokształcącego w Przasnyszu (1956) i Wydziału Leśnego Szkoły Głównej Gospodarstwa Wiejskiego w Warszawie (1969). Pracował w nadleśnictwach Parciaki i Przasnysz; w latach 1974–1976 był naczelnikiem gminy Baranowo.
Działał w Lidze Ochrony Przyrody, Polskim Związku Pszczelarskim i wielu stowarzyszeniach przyrodoznawczych. Był członkiem zarządu Towarzystwa Przyjaciół Ziemi Przasnyskiej (1966–1973 skarbnik; 1996–2001 wiceprezes). Pełnił funkcję zastępcy redaktora naczelnego lokalnego miesięcznika samorządowego „Ziemia Przasnyska” (1996–2001).
Był autorem książek o tematyce regionalnej oraz kilkudziesięciu broszur. W latach (1993–2001) był wydawcą i autorem zeszytów regionalno-przyrodniczych „Zapiski Przasnyskie”. Współpracował z prasą lokalną i regionalną (m.in. „Trybuna Mazowiecka”, „Tygodnik Ciechanowski”, „Tygodnik Ostrołęcki”, „Echo Puszczy Kurpiowskiej”, „Ziemia Przasnyska”, „Tygodnik Ilustrowany”, „Gazeta Przasnyska”) oraz ogólnopolską: „Pszczelarstwo”, „Wszechświat”, „Przyroda Polska”, „Poznaj Swój Kraj”, „Las Polski”, „Eko Świat” i in. W sumie opublikował ponad dwa tysiące artykułów i felietonów prasowych. Był odznaczony Złotą Odznaką Honorową Ligi Ochrony Przyrody (1981, 1986) i Odznaką „Zasłużony dla Leśnictwa i Przemysłu Drzewnego” (1984).

## Publikacje
- Przewodnik turystyczny po Ziemi Przasnyskiej (1992)
- Przasnysz i okolice (1997)
- Słownik bartny, myśliwski i gospodarczy (1997)
- Kartki z dziejów leśnictwa mazowieckiego (1997)
- Świat ożywiony Ziemi Przasnyskiej (1999)